# CLP TV
CLP TV était la première chaîne privée de télévision européenne pour la lusophonie. Ses fondateurs, issus de la communauté portugaise de France, ont pour ambition d'honorer et de promouvoir la grande diversité du monde lusophone pour des téléspectateurs de tous horizons.
La ligne éditoriale a pour but de développer les programmes d'actualités et des émissions culturelles (dont une majorité en langue portugaise) afin de transmettre et de valoriser la visibilité de la communauté portugaise.
Elle a cessé de diffuser ses programmes en octobre 2008 et a été placée en liquidation judiciaire le 1er décembre 2008

## Programmation
CLP TV diffusait des informations quotidiennes et hebdomadaires, des feuilletons télé, des émissions culinaires, des documentaires, des divertissements, des mini-séries, des films, des dessins animés et du sport.
CLP TV détenait les droits de transmission en direct de deux matchs par week-end de la Ligue Portugaise de Football, avec la participation d'au moins deux des trois grandes équipes portugaises pour la saison 2007/08.